# Georges Boulanger
Georges Ernest Jean-Marie Boulanger (Franciaország, Rennes, 1837. április 29. – Belgium, Brüsszel, 1891. szeptember 30.) francia katonatiszt, jobboldali politikus.

## Tanulmányai
Az elemi és középiskolákat Nantes-ben végezte, azután 1855-ben a Saint-Cyr-i Katonaiskolában folytatta tanulmányait..

## Katonai pályán
1856-ban csatlakozott a hadsereghez: gyalogsági altiszt lett az Algériában állomásozó I. turkó-ezredben, mellyel Randon tábornagy vezérlete alatt részt vett az 1857-es kabil hadjáratban. Az 1859-es olasz háborúban kitűnt Robecchetto-nál és Turbigo-nál, ahol súlyosan megsebesült. A háború befejezése után a becsületrend érdemjelét kapta. 1860 márciusában hadnagy lett és részt vett a kínai expedícióban Kokinkínában. 1862. február 24-én Trai-Dau mellett megint megsebesült; július 14-én kapitánnyá léptették elő. 1864-ben visszatért Franciaországba és 1867-ben a saint-cyr-i iskola tanárává nevezték ki, a porosz–francia háborúban 1870. november 9-én pedig a 113. sorezred parancsnoka lett Párizsban, mely ezred élén a november 30-ai kirohanás alkalmával megint megsebesült. 1871-ben alezredessé léptették elő, azután részt vett a kommün leveretésében és ezzel a becsületrend nagykeresztjét vívta ki magának. Mindamellett a hadsereg újjászervezésekor csak alezredesi rangot kapott és csak 1874. november 15-én léptették elő ezredessé. 1880-ban léptették elő dandártábornokká. 1880-ban a Valence környékén állomásozó 14. lovashadosztály parancsnoka lett, 1881-ben pedig a kormány Amerikába küldte, hogy a yorktowni kapituláció 100. évfordulójának emlékünnepén Franciaországot képviselje. 1882-ben a hadügyminisztériumba került, ahol mint a gyalogsági osztály elnöke a katonai iskolák javításán buzgólkodott.
Ilyen minőségben haderőreformokat hajtott végre, és 1884-ben ő lett a Tunéziát megszálló erők parancsnoka, azonban innen hamarosan visszahívták a polgári közigazgatást vezető Cambonnal fennálló nézeteltérései miatt. Párizsba visszatérve kezdett politizálni Georges Clemenceau és a Radikális Párt égisze alatt. 1886 január 6-án a radikálisok támogatta Charles de Freycinet kormányában Boulanger lett a hadügyminiszter.

## A hadügyek élén
A hadügyi tárca élén lett igazán népszerű. A katonák kedvére való reformokat hajtott végre, miközben kiaknázta a Németország ellen irányuló bosszúvágyat. Hamarosan őt tekintették a revans végrehajtására alkalmas személynek, „Revans tábornoknak”. Freycinet bukásakor, 1886 decemberében René Goblet meghagyta a tárcája élén, de 1887-ben a Rouvier-kormány végül lemondatta, és június 18-án Clermont-Ferrandba küldték a 13. hadtest parancsnokaként. Eltávozásakor hatalmas tömeg gyűlt össze a pályaudvaron, követelve a maradását. A kis vidéki városba száműzött Boulanger az uralkodó párt ellen táplált haragból és a hatalom után való vágyból, 1887. március 14-én politikai üzelmei miatt a tényleges szolgálatból elbocsátotta, március 27-én pedig Carnot elnök a miniszteri tanács és a fegyelmi bizottság javaslata alapján a tábornokot (mivel időközben megint engedély nélkül jött Párizsba) a katonaság kötelékéből végképp elbocsátotta. Boulanger és pártja felvette az odavetett kesztyűt. A Cocarde március 12-én megjelent 1. száma a romlott és megvesztegetett kamara feloszlatását és az alkotmány revízióját sürgette, mely kívánság sztereotip követelése lett a boulangistáknak. Bizonyítandó, hogy vele nem olyan egyszerű leszámolni, Boulanger-t parlamenti képviselővé választották alkotmányreformot követelő programmal.

## Boulangizmus
A testületben kisebbségi nézeteket képviselt, és tevékenysége főként népszerűsége fenntartására irányult. Sem szónoki kudarcai, sem a republikánus Charles Floquet-tól elszenvedett párbajvereség nem volt képes követőinek lelkesedését lelohasztani. 1888-ban Boulanger és a boulangista mozgalom volt a francia közélet domináns témája, és miután lemondott képviselői helyéről, tiltakozásul revizionista javaslatainak fogadtatása miatt, több választókörzet versengett érte, hogy saját képviselőjévé tehesse a katonatisztet.
A boulangista mozgalom (franciául boulange vagy boulangisme) teljes lendületben volt: a bonapartisták is csatlakoztak a tábornokhoz, sőt az 1830-ban trónörökösnek jelölt párizsi gróf is erre bátorította híveit. Nevét népszerű dalba foglalták („C’est Boulanger qu’il nous faut” = „Boulanger, ki nekünk kell”), ő maga pedig fekete lovával egyetemben a párizsi tömegek bálványává vált. Boulanger tábornok végül elfogadta a köztársasági elnöki jelölést. Személyes ambíciói azonban hamarosan elidegenítették tőle a republikánusokat, akik meglátták benne a potenciális katonai diktátort. Ennek ellenére a királypártiak finanszírozták megmozdulásait, noha a tiszt sohasem állította, hogy visszaállítaná a monarchiát.

## A bukás

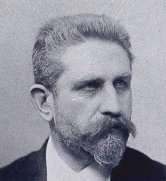
Az idős Boulanger

1889 januárjára a parlamentáris köztársaságot fenyegető Boulanger körül puccsveszélyessé vált a légkör. Talán ha azonnal a rosszul megszervezett lázadás élére állt volna, sikerrel járhatott volna az államcsíny, azonban Boulanger elszalasztotta a lehetőséget. Nemsokára a kormány körözést adott ki ellene hazaáruló tevékenység miatt. Ő nem vállalta a konfrontációt, hanem támogatói megdöbbenésére április 1-jén elmenekült Párizsból. Először Brüsszelbe, végül Londonba emigrált.
Menekülése után a boulangisták támogatása számottevően csökkent, és csúfosan megbuktak a júliusi választásokon. A Jersey-n letelepedő Boulanger-t távollétében elítélték hazaárulásért. 1891 szeptemberében visszatért Brüsszelbe. Az Ixelles-i temetőben főbe lőtte magát 1890-ben elhunyt szeretője, Madame de Bonnemains (született Marguerite Crouzet) sírján. A tábornokot is az Ixelles-i temetőben helyezték örök nyugalomra.